# Orchiserapias cytherea
Orchiserapias cytherea är en orkidéart som beskrevs av Brigitte Baumann och Helmut Baumann. Orchiserapias cytherea ingår i släktet Orchiserapias och familjen orkidéer. Inga underarter finns listade i Catalogue of Life.